# Oostakker
Oostakker — en français parfois écrit avec l'ancienne orthographe, Oostacker — est une section de la ville belge de Gand située en Région flamande dans la province de Flandre-Orientale. 

## Sport
C'est sur le territoire de cette commune qu'est érigée la « Chillax Arena » (anciennement PGB-stadion), un stade moderne de football. La totalité du site compte trois « grands » terrains de football ainsi que plusieurs surfaces plus petites réservées aux équipes d'âge.  
L'enceinte principale, avec une surface de jeu artificielle. a une capacité de 500 places assises. L'endroit héberge le « vieux » K. RC Gent depuis sont départ du stade Emmanuel Hiel. Les équipes « U23 » et Dames « A » de La Gantoise sont aussi résidentes de ce site .

### Articles connexes

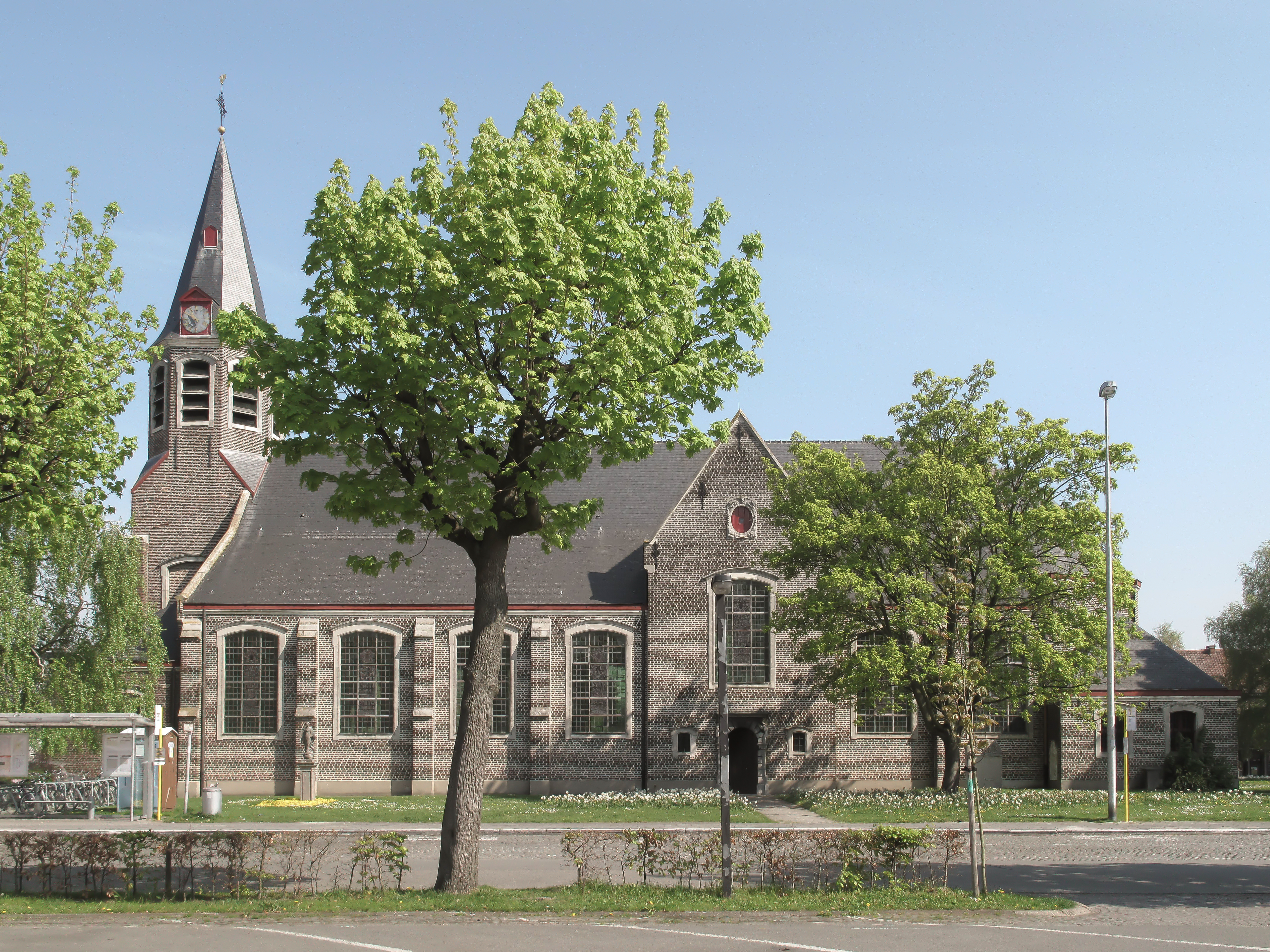
L'église Saint-Amand d'Oostakker